# Artemisia molinieri
Artemisia molinieri là một loài thực vật có hoa trong họ Cúc. Loài này được Quézel, M.Barbero & R.J.Loisel mô tả khoa học đầu tiên năm 1967.